# Фердинанд Ковачевич

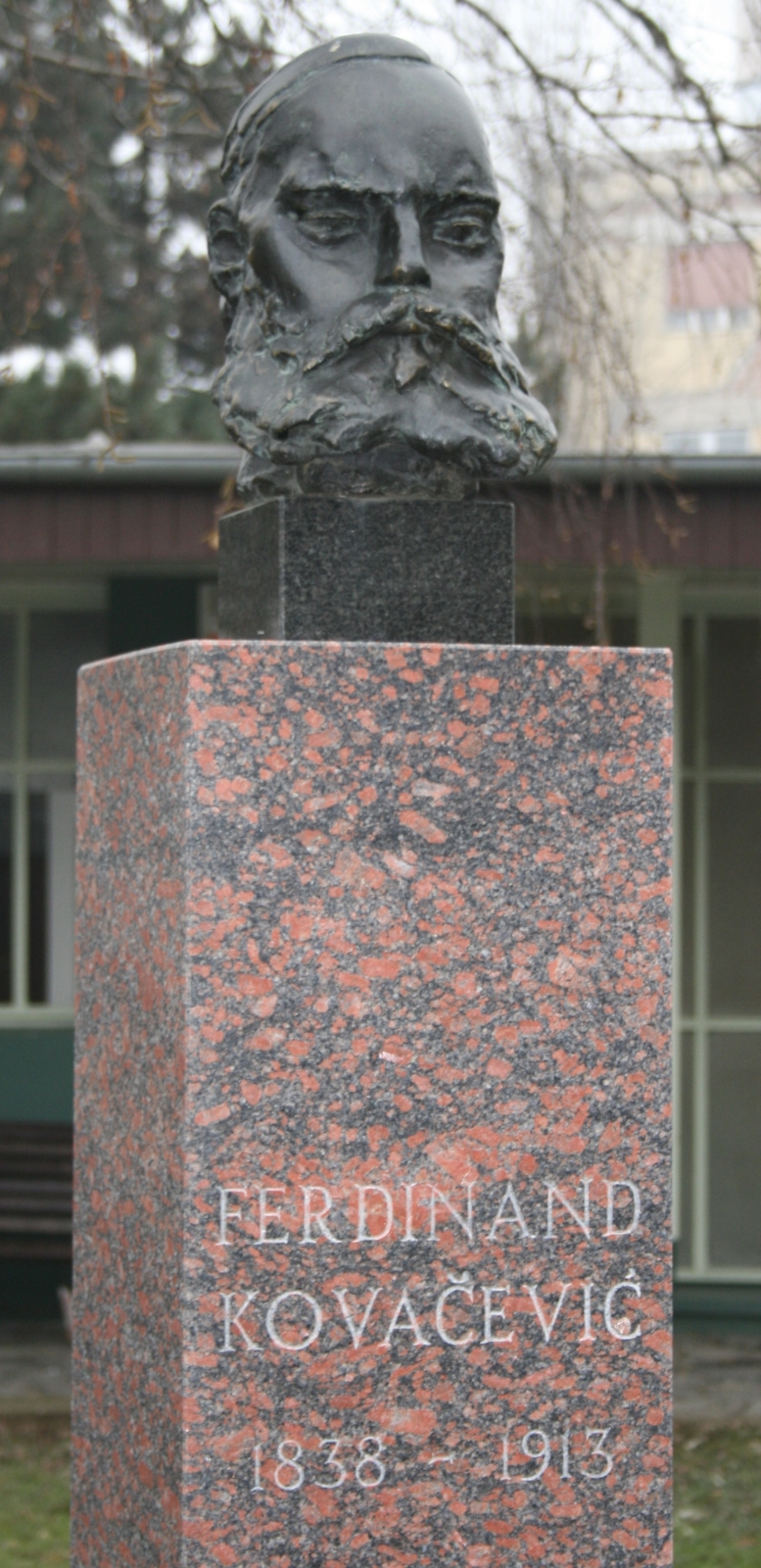
Бюст Фердинанда Ковачевича перед Технічним музеєм Загреба

Фердинанд Ковачевич (хорв. Ferdinand Kovačević; 25 квітня, 1838, Смільян поблизу м. Госпич, Австрійська імперія — 27 травня 1913, Загреб, Австро-Угорщина) — хорватський електротехнік, фахівець в області електротелеграфії, винахідник. Один із піонерів телеграфії .

## Біографія
Представник княжого роду. Освіту здобув у Військовій академії Відня. У 1859 році брав участь в Австро-італо-французькій війні. У чині артилерійського лейтенанта служив до 1866 року, після чого був призначений у Телеграфну адміністрацію в Йозефштадт (нині Чехія).
З 1870 року очолював Телеграфну інспекцію Хорватії та Славонії, з 1872 року займав посаду секретаря Дирекції телеграфного управління Хорватії та Славонії.
Винахідник. Автор низки удосконалень електричного телеграфа. У 1872 році на території всієї Австро-Угорщини запрацював удосконалений телеграфний апарат Ковачевича системи Морзе. У 1874 році він також винайшов т. зв. дуплексне з'єднання телеграфної передачі, запатентоване ним у 1876 році у Відні та Будапешті.
Опублікував ряд статей у фахових журналах Праги, Відня, Берна і Берліна, три книги німецькою мовою і першу спеціальну профільну книгу в області електротехніки хорватською мовою «Elektromagnetični brzojav — osobitim obzirom na poštansko-brzojavne otpravnike» (1892).
З 1886 року — член Товариства електротехніків у Відні.
Батько художника Фердо Ковачевича (1870—1927).